# 고려산성
고려산성(高麗山城)은 세종특별자치시 소정면 대곡리 산 27, 고등리 산 113번지에 걸쳐 있는 백제시대의 산성이다.

## 개요
나당연합군에 의하여 사비도성이 무너진후 백제부흥군이 3년여에 걸친(서기 660년 ~ 663년) 항쟁본거지의 하나였으며, 그후 고려 충렬왕 17년(1291년 5월) 정좌산(正左山, 서면 창고개 위치)에 침임한 합단적(哈丹敵)을 고려 3장군(한희유, 김흔, 인후)이 연기전역에서 대승을 거두므로. 이는 고려 태조(왕건)의 음덕이라 하여 연기군 조산성(祖山城)인 이 곳에 고려 태조묘(太祖廟, 사당)를 세워모신 이 곳을 고려산성이라 부르게 되었다. 해발 305m, 성둘레 250m, 토석혼축성(퇴뫼식)이다.